# 安东·纳扎仁科
安东·纳扎仁科（俄语：Антон Назаренко，1984年7月24日—），俄羅斯男子羽毛球運動員。

## 簡歷
2016年6月，安东·纳扎仁科出戰拉脫維亞國際賽，跟安德烈·伊万诺夫合作贏得男子雙打冠軍。

## 主要比賽成績
只列出曾進入準決賽的國際賽事成績：
| 年份   | 賽事                 | 公開賽級別 | 項目     | 拍檔            | 成績   |
| ------ | -------------------- | ---------- | -------- | --------------- | ------ |
| 2016年 | 拉脫維亞羽毛球國際賽 | 未來系列賽 | 男子雙打 | 安德烈·伊万诺夫 | 冠軍   |
| 2016年 | 立陶宛羽毛球國際賽   | 未來系列賽 | 男子雙打 | 安德烈·伊万诺夫 | 亞軍   |
| 2016年 | 保加利亞羽毛球公開賽 | 國際系列賽 | 男子雙打 | 安德烈·伊万诺夫 | 準決賽 |

| 2007-2017年 | 首要超級賽 | 超級賽 | 黃金大獎賽 | 大獎賽 | 國際挑戰賽 | 國際系列賽 | 未來系列賽 | 其他 |

| 2018-2026年 | 總決賽 | 超級1000賽 | 超級750賽 | 超級500賽 | 超級300賽 | 超級100賽 | 國際挑戰賽 | 國際系列賽 | 未來系列賽 | 其他 |